# کوه گومگانگ
کوه گومگانگ یا کومگانگ (به زبان کره‌ای: 금강산) یک رشته‌کوه و کوه در کره شمالی است که در Mount Kumgang Tourist Region, North Korea واقع شده‌است. کوه گومگانگ ۱٬۶۳۸ متر بالاتر از سطح دریا واقع شده‌است.